# Assus
Assus (łac. Diœcesis Assiensis) – stolica historycznej diecezji w Cesarstwie Rzymskim (prowincja Asia I), współcześnie w Turcji. Pierwszym wzmiankowanym biskupem był Orion (IV wiek). Od XX wieku katolickie biskupstwo tytularne, wakujące od 1995.

## Biskupi tytularni
| Lp. | Biskup                       | Od              | Do                  |
| --- | ---------------------------- | --------------- | ------------------- |
| 1   | John Patrick Barrett         | 23 grudnia 1926 | 7 czerwca 1929      |
| 2   | Jean-Baptiste Pénicaud MEP   | 16 grudnia 1929 | 19 stycznia 1943    |
| 3   | Ángel Turrado Moreno OFMCap. | 4 września 1944 | 16 listopada 1961   |
| 4   | Zygfryd Kowalski             | 27 lutego 1962  | 9 października 1995 |